# Separatismo femminista
Il separatismo femminista è una pratica politica nata all'interno del movimento femminista che, in varie misure o con diverse modalità, adotta la sottrazione dalle relazioni con gli uomini, ritenendo che il linguaggio e le dinamiche che si instaurano con essi, inficiate da una cultura sessista di matrice patriarcale, pregiudichino le relazioni e quindi la piena ed autentica espressione delle donne.

## Descrizione generale
Le femministe separatiste ritengono che donne e uomini, anche se con le migliori intenzioni e disponibilità, difficilmente sfuggano ai modelli sociali e culturali patriarcali e sessisti che limitano la piena autodeterminazione della donna.
In tal senso la diversa percezione che le donne ottengono di sé stesse, in contesti separati dagli uomini, diventa uno strumento necessario per acquisire tale consapevolezza, un esempio di questo tipo di percorso sono i collettivi di autocoscienza femminista.
Così facendo si opera inoltre una scelta riguardo al proprio referente politico.
Le femministe separatiste si rivolgono alle altre donne per lavorare su obiettivi sociali e politici, partendo dalla consapevolezza e dalla coscienza della discriminazione di genere per cambiare l'esistente.
L'obiettivo è, quindi, dirigere le proprie energie, la propria fiducia e la propria apertura al dialogo prioritariamente verso altre donne.
Chi applica questo tipo di pratica può operare, nella propria vita, scelte in base a tali priorità ad esempio evitando di lavorare con o per uomini, e di essere a loro funzionale; talora si legge la compresenza di donne e uomini come un ostacolo al raggiungimento del cambiamento sociale in quanto si possono reiterare dinamiche patriarcali e sessiste.
La scelta separatista può essere vissuta come permanente o come uno strumento necessario e/o utile per l'evoluzione personale e conseguentemente della società.

## Approccio teorico
L'autrice Marilyn Frye definisce il separatismo femminista come «separazione di vario ordine e modalità dagli uomini e dalle istituzioni, dai rapporti, dai ruoli e dalle attività che sono definiti o dominati dall'uomo e che operino a favore degli uomini e del mantenimento del privilegio maschile - separazione iniziata e sostenuta dalla volontà delle donne».
Il separatismo può assumere molteplici forme e delinearsi in dimensioni diverse; a tal proposito l'accademica italiana Teresa de Lauretis, docente negli Stati Uniti, ricorda che «…nel femminismo statunitense il separatismo era inizialmente separatismo dagli uomini, poi però il termine è stato usato per ogni forma di separatismo anche tra donne, per esempio separatismo delle donne lesbiche dalle donne eterosessuali o delle donne nere dalle donne bianche».

### Separatismo femminista eterosessuale
Una delle prime e note manifestazioni di separatismo eterosessuale è stata l'associazione americana Cell 16, fondata dall'attivista statunitense Roxanne Dunbar considerata uno dei primi gruppi a promuovere il separatismo femminista come strategia politica.. La storica Alice Echols indica l'attività di "Cell 16" come un lavoro per l'istituzione della base teorica per il sparatismo lesbico.

### Separatismo femminista lesbico
Il separatismo lesbico è una forma specifica di separatismo femminista.
Il separatismo è stato considerato da una parte di lesbiche femministe come strategia temporanea e/o pratica di vita, sottraendosi in questo modo ad una società patriarcale ed alle richieste di disponibilità emotiva e sessuale loro rivolte dalla società eteronormativa. Questa è considerata una scelta personale e non un passaggio obbligato per l'evoluzione personale o della società.

## Considerazioni e critiche
Il separatismo femminista è discusso sia all'interno che all'esterno del movimento femminista.
In particolare alcune soggettività (gli uomini) lamentano l'esclusione da tale tipo di pratica, anche se questo non rientra, tuttavia, nelle dirette intenzioni delle donne che operano tale scelta: chi pratica il separatismo in tal modo si sottrae, non esclude.
Il separatismo femminista viene criticato in quanto considerato una «pratica politica identitaria»
Scelte separatiste furono effettuate anche in occasione di appuntamenti pubblici organizzati da soggettività politiche femministe: in particolare in Italia furono organizzate manifestazioni di donne in cui la partecipazione maschile era esclusa a priori, come nel caso del grande corteo contro la violenza sulle donne del 24 novembre 2007 a Roma (dove oltre alle contestazioni fatte a varie esponenti del mondo della politica, si verificarono frizioni tra un gruppo di donne che partecipavano alla manifestazione e alcuni giornalisti uomini presenti per lavoro), che fu oggetto di critiche da parte di alcune partecipanti tra cui Dacia Maraini e Giovanna Melandri.
L'anno successivo le organizzatrici decisero altrimenti e permisero agli uomini di sfilare in coda.